# Bogdan Kolar
Bogdan Kolar SDB, slovenski salezijanec, teolog, zgodovinar, arhivist in pedagog, * 16. maj 1954, Celje.
Predava na Teološki fakulteti v Ljubljani. Leta 1994 je doktoriral iz teologije, pred tem pa je leta 1984 diplomiral iz zgodovine in angleščine. V letih 1987-2000 je vodil Nadškofijski arhiv v Ljubljani. Bil je mdr. dekan Teološke fakultete v Ljubljani, kjer je predaval cerkveno zgodovino.

## Nazivi
- zaslužni profesor Univerze v Ljubljani (2021)
- redni profesor Teološke fakultete (po 2007/8?)
- izredni profesor za zgodovino Cerkve (2002)
- docent (1997)
- asistent (1993)

## Dela
- Na misijonskih brazdah Cerkve: oris zgodovine slovenskega misijonstva, 1998
- Salezijanci: sto let na Slovenskem: 1901-2001, 2001
- Iskalci Boga: redovništvo in redovne skupnosti v zgodovini Cerkve, 2005.
- O don Bosku in salezijancih na Slovenskem do 1901: ob praznovanju 200-letnice rojstva sv. Janeza Boska,                            2015

- V Gospoda zaupam: iz zapisov nadškofa Antona Vovka, 2015
- Zgodovina krščanstva na ozemlju celjske škofije: ob deseti obletnici škofije, 2016
- Bratje minoriti 80 let na Ptujski Gori, 2017
- Pod plaščem svetega Martina: paberki iz teharske župnijske preteklosti in sodobnosti, 2022